# Gekko yakuensis
Gekko yakuensis är en ödleart som beskrevs av  Matsui och OKADA 1968. Gekko yakuensis ingår i släktet Gekko och familjen geckoödlor. Inga underarter finns listade i Catalogue of Life.